# Oprah Winfrey

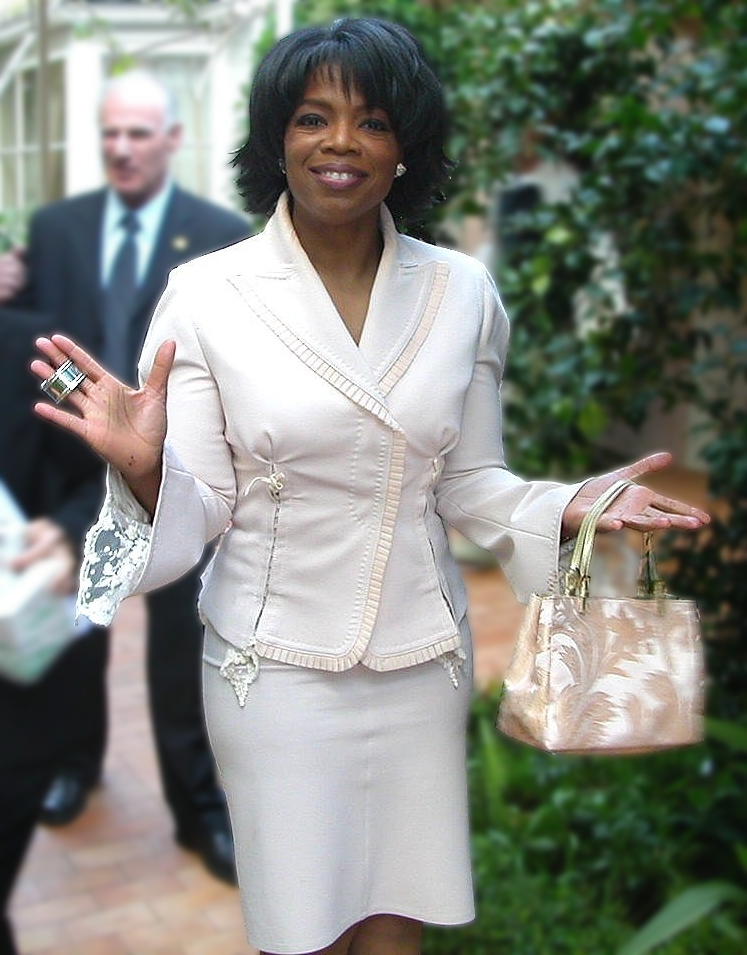
Oprah Winfrey la aniversarea împlinirii a 50 de ani

Oprah Gail Winfrey (29 ianuarie 1954) este o realizatoare de televiziune americană, cunoscută mai ales pentru serialul talk-show care îi poartă numele ("Oprah Winfrey Show").
A avut un destin de excepție: deși provine dintr-o familie săracă, a urmat Universitatea din Tennessee, unde a câștigat o bursă, iar la 19 ani a devenit primul corespondent de presă afro-american.
În prezent, conform revistei Forbes, este cea mai bogată femeie de culoare din lume, averea personală fiindu-i cotată la 3 miliarde de dolari(2025).
A întreprins ample acțiuni filantropice și este considerată una dintre cele mai influente femei din lume.

## Tinerețea
S-a născut în 1954, în Kosciusko, Mississippi, ca fiică a unor părinți adolescenți necăsătoriți, care la scurt timp s-au despărțit.
Până la 6 ani a fost crescută de bunică, ce i-a insuflat spiritul religios.
Aceasta o învață încă de la trei ani să citească, astfel că încă de mică, Oprah știa pe de rost versete întregi din Biblie, fiind supranumită Micul recitator.

## Activitatea

### Realizatoare de televiziune
La 19 ani își începe cariera în mass-media la un post de radio din Nashville, dar la scurt timp devine coprezentatoarea programului de știri de la canalul WJZ-TV din Baltimore, iar apoi coprezentatoarea unui show intitulat „People are Talking”.
În 1984 se mută la Chicago, unde prezintă show-ul matinal WLS-TV', primul episod fiind difuzat la 2 ianuarie al acelui an. În mai puțin de o lună, emisiunea devine cel mai vizionat talk-show local. Ulterior, durata acestuia va fi prelungită, fiind redenumit în „Oprah Winfrey Show”. Începând cu 8 septembrie 1986 se va transforma într-o emisiune difuzată la nivel național, devenind cel mai vizionat show din istoria televiziunii.
De-a lungul anilor, Oprah a atras o audiență de peste 16 milioane de telespectatori, iar emisiunea ei primea 1 milion de dolari pentru fiecare 30 de secunde de publicitate, difuzate în timpul show-ului.